# Перисталтика
Перисталтика е радиално-симетрична контракция на гладкомускулните органи, която се разпространява като вълна. Най-често под перисталтика се има предвид постъпателното свиване на гладката мускулатура на храносмилателния тракт, което спомага за придвижването на веществата в нея.
Червеите използват сходен механизъм, за да се придвижват.